# Dovella de la casa Serra
La Dovella de la casa Serra és una obra de Capellades (Anoia) inclosa a l'Inventari del Patrimoni Arquitectònic de Catalunya.

## Descripció
Es tracta d'un escut coronat amb la creu de Malta i que representa el signe o símbol parlant dels "Serra" representant una serra damunt la data 1788. És de pedra, esculpit en mig relleu.

## Història
El mateix escut, però amb la data de 1790, es troba representat al a dovella central del portal de la Fàbrica Serra o Paperera d'Orpí S.A, a la riera de Carme, a Orpí, propietat, al segle xviii d'aquesta família. Segons Busquets, aquest escut, es trobava al molí que ja hem fet referència, però també a la casa que habitaren Jaume Serra i la seva família a Capellades.
El paper fabricat pels Serra era el que generalment utilitzava Goya per les proves d'estat dels seus gravats "Los desastres de la Guerra" i "La Tauromàquia".